# 茨木そごう
茨木そごう（いばらきそごう）は1990年代に建設が計画され、後に出店が中止された百貨店。

## 概要
そごうは大阪府茨木市の日本たばこ産業の工場跡地に、その当時最大規模となる郊外型百貨店「茨木そごう」を出店させる計画を1992年5月に届出。1995年秋にオープンの予定だったが、経営不振から1995年3月に撤退を表明。計画そのものが中止となった。
敷地面積は約64,700m²、店舗面積は約92,000m²の予定だった。
店舗は物販部分が約85,000m²、飲食部分が約7,000m²を計画していた。
また、1,900台収容の大型駐車場や、地元の要望により展示面積約2,000m²の美術館が併設される予定だった。
初年度の売上目標は650億円だった。もし開店していたら、日本最大の郊外型百貨店であった。
その後、出店予定地だった場所にはマイカル茨木（現在のイオンモール茨木）が2001年1月1日に出店している。